# Ortaköy-Moschee

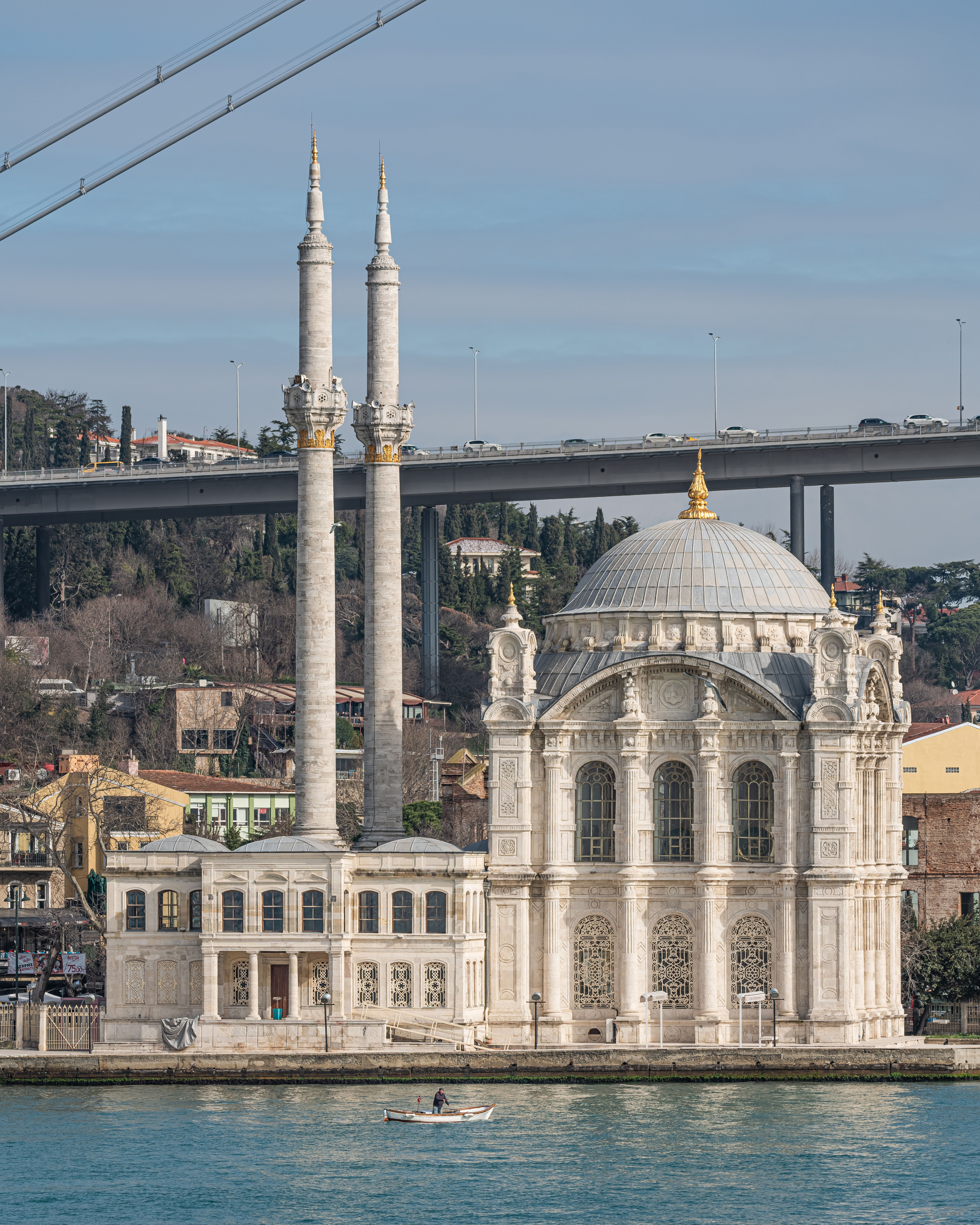
Ortaköy-Moschee

Die Ortaköy-Moschee (türkisch Ortaköy Camii; eigentlich Büyük Mecidiye Camii) ist eine Moschee im Istanbuler Distrikt Beşiktaş am Hafen von Ortaköy. Sie wurde im Auftrag Abdülmecids I. in den Jahren 1853 bis 1856 erbaut.

## Geschichte
Auf Anweisung Mahmud Ağas, des Schwiegersohnes des Großwesirs İbrahim Pascha, wurde im Jahr 1721 an der heutigen Stelle der Ortaköy-Moschee ein Gebetshaus errichtet. Dieses wurde im so genannten Patrona-Halil-Aufstand 1730 stark beschädigt und vermutlich Ende der 1740er Jahre im Auftrag Devattar Mehmed Kethüda Ağas, des Schwiegersohns Mahmud Ağas, mit einem Minarett und einer Loge für den Sultan (mahfel-i hümayun) neu errichtet.
1853 beauftragte Abdülmecid I. den armenischen Architekten Nigoğayos Bey Balyan, Sohn des Garabed Amira Balyan, mit dem Bau einer neuen Moschee. Die im Stil des Neobarock geplante Ortaköy-Moschee wurde 1856 fertiggestellt. 1894 musste das Gebäude nach einem Erdbeben renoviert werden. 1960 wurde das Fundament verstärkt. Nach einem Brand erfolgte 1984 eine weitere Restaurierung.

## Bildergalerie

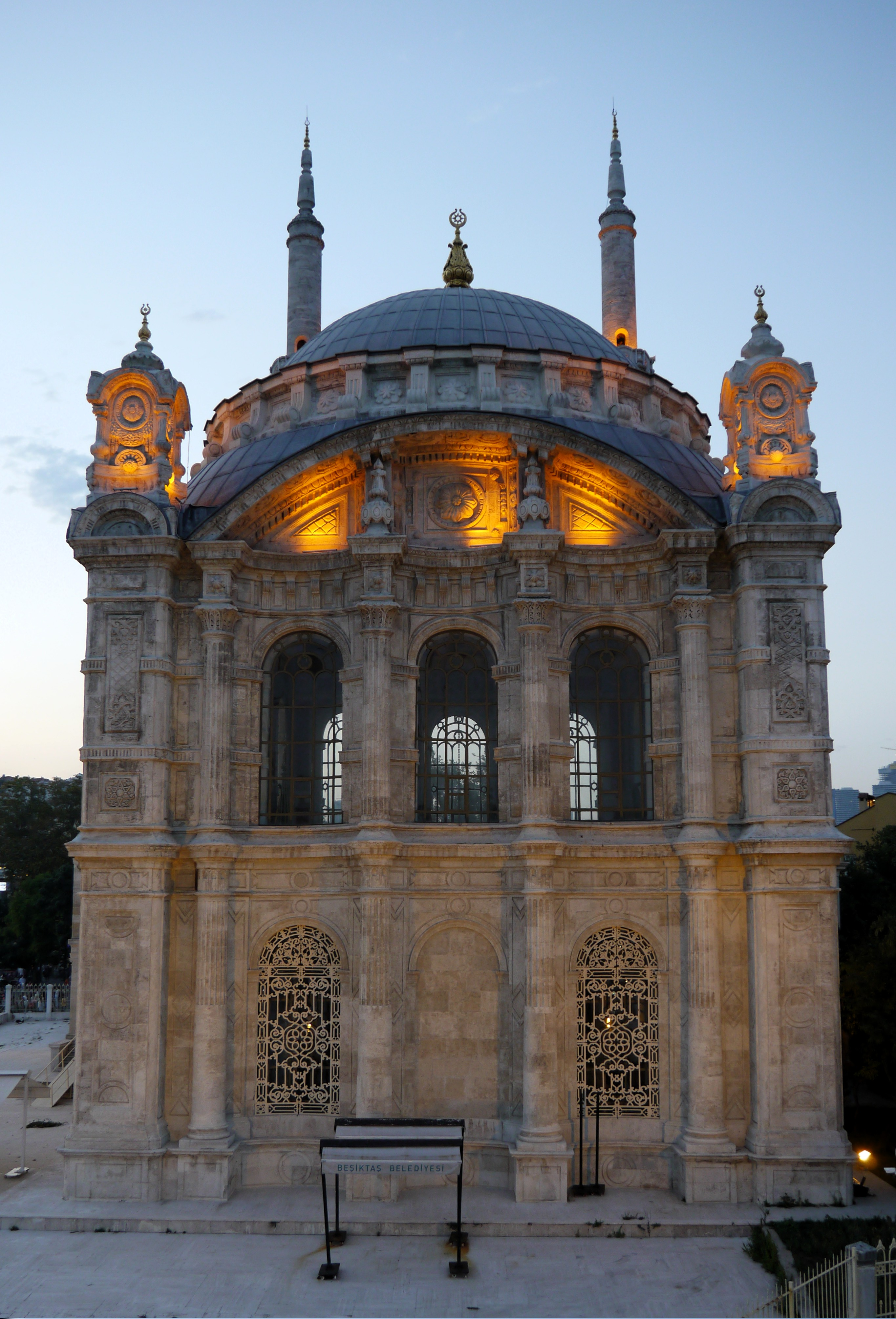
Moschee auf der Bosporus-Seite
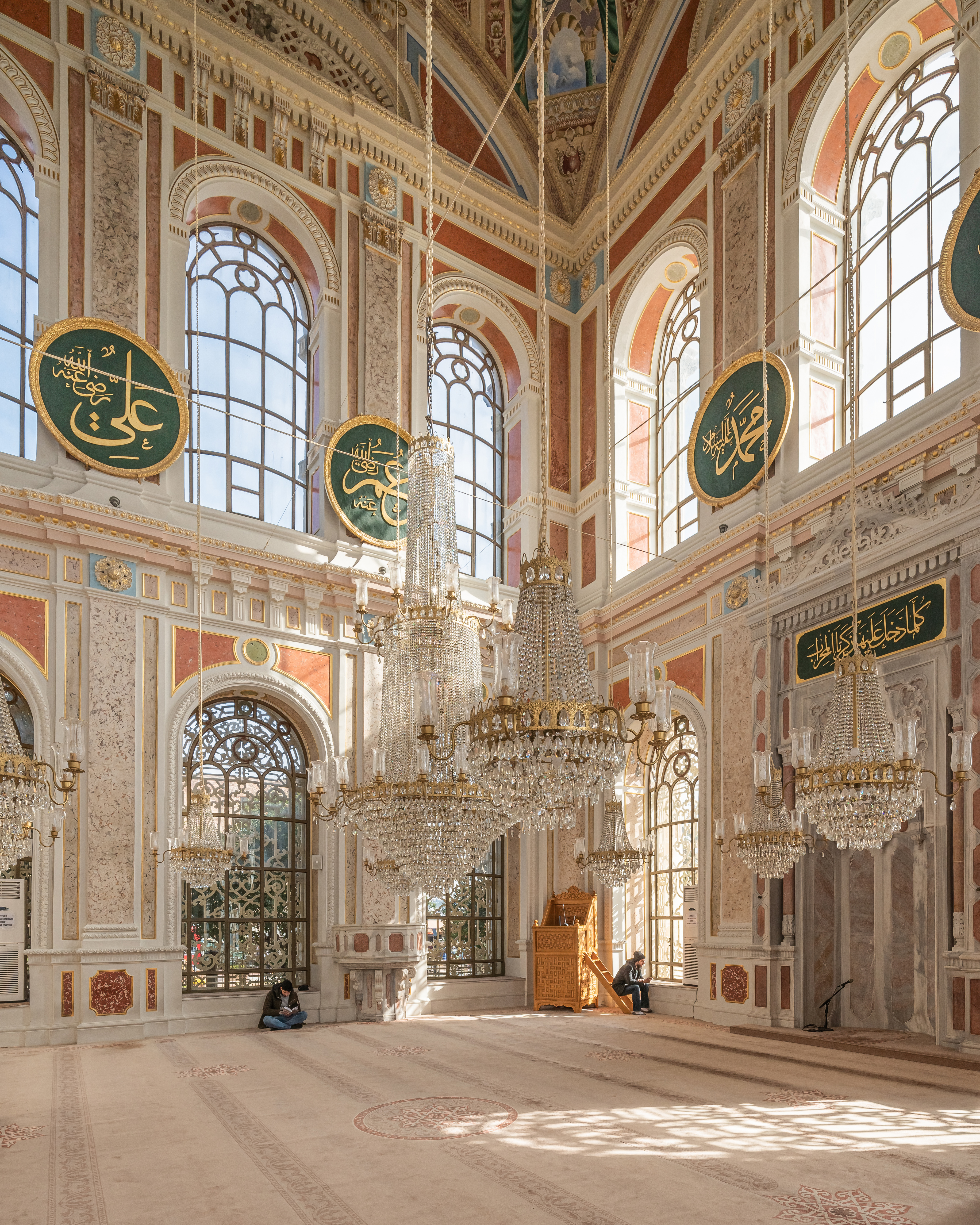
Im Inneren der Moschee
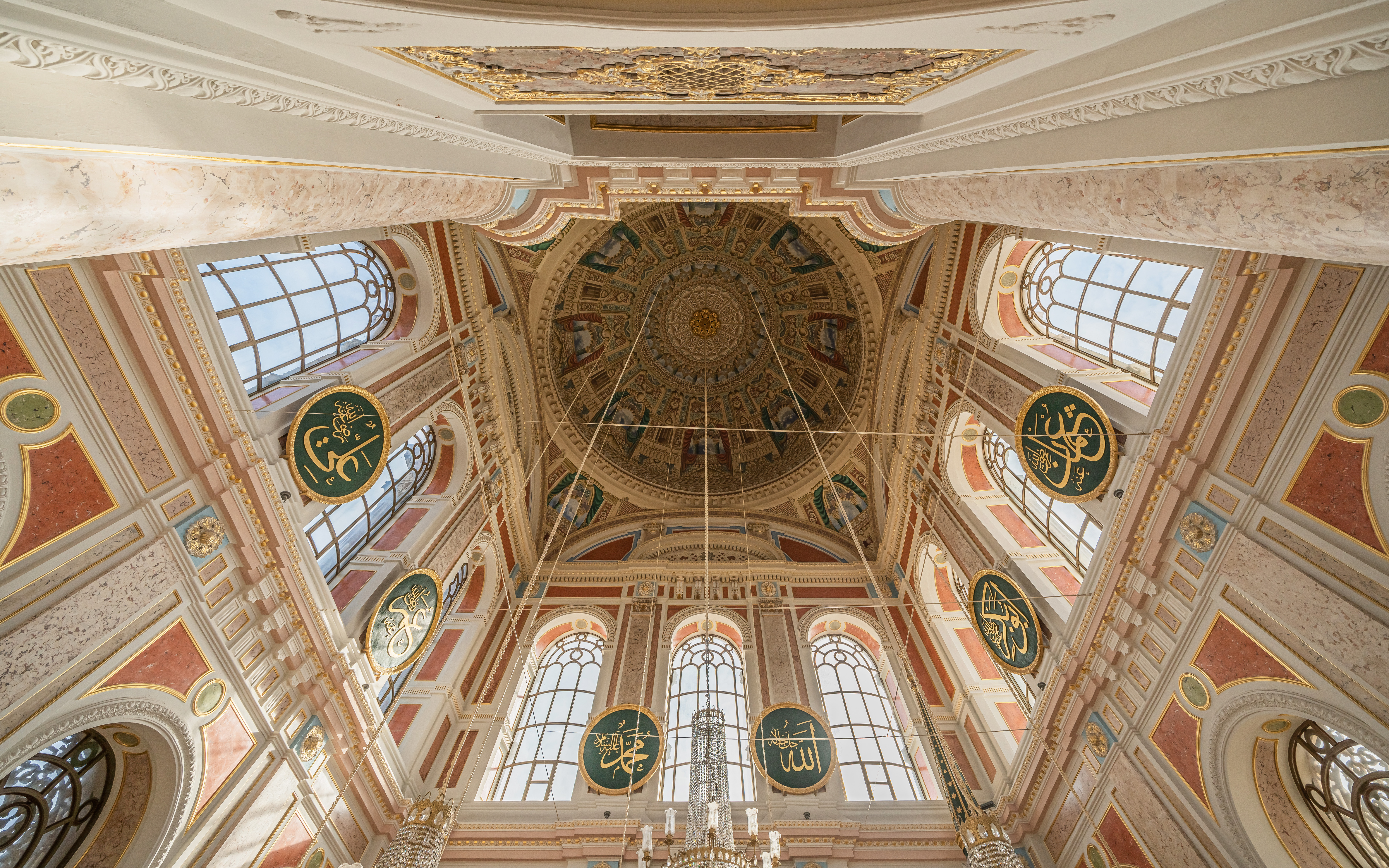
Innenansicht des Gewölbes
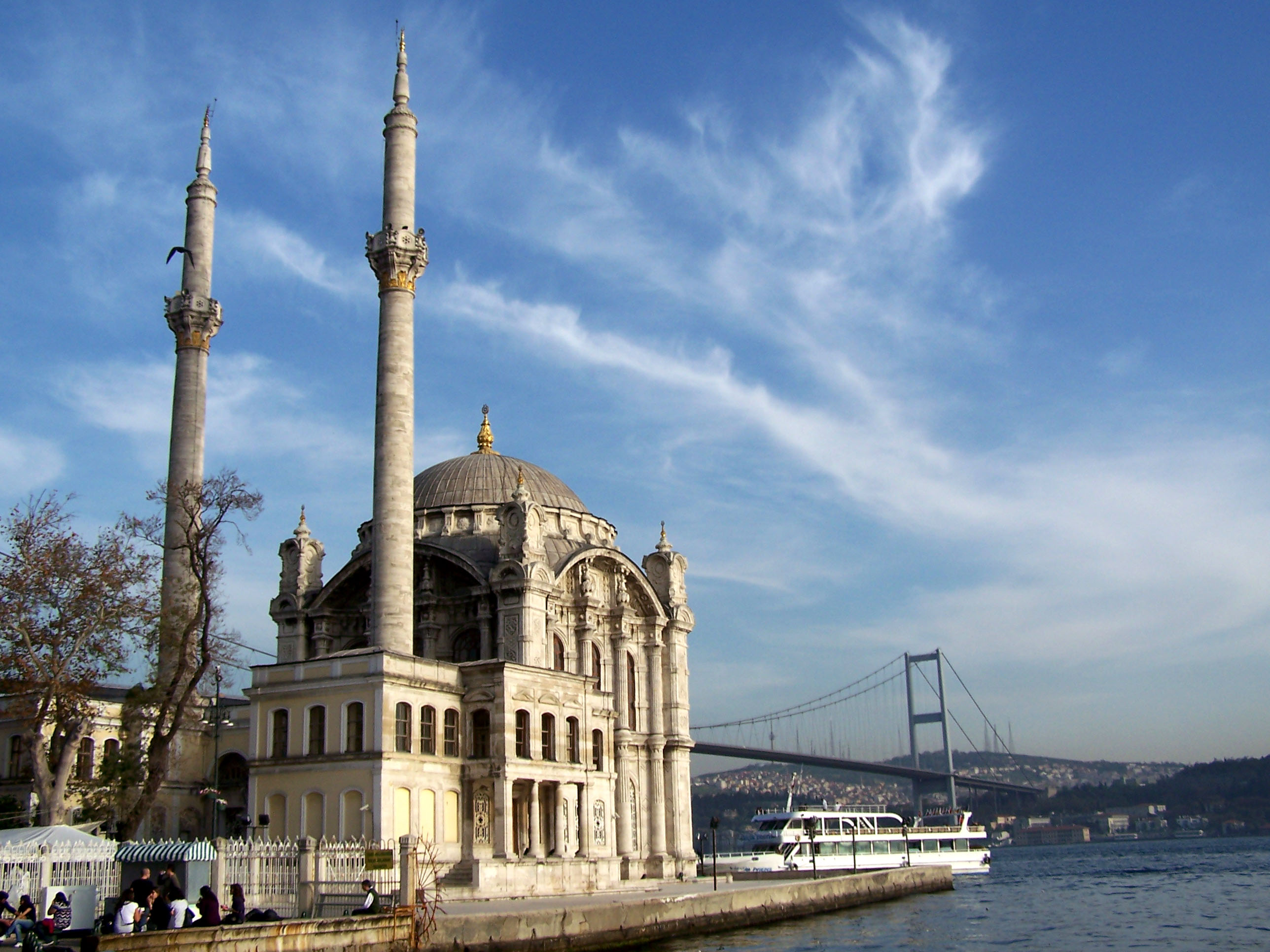
Blick auf Moschee und Brücke der Märtyrer des 15. Juli